# Claudio Reyna
Claudio Reyna (n. 20 iulie 1973, Livingston⁠(d), New Jersey, SUA) este un fost fotbalist american, actualmente director sportiv al formației New York City FC.

## Legături externe
- Claudio Reyna la Soccerbase

1. ↑   https://ussoccerplayers.com/player/reyna-claudio Lipsește sau este vid: |title= (ajutor)